# Canthidium puncticeps
Canthidium puncticeps är en skalbaggsart som beskrevs av Edgar von Harold 1867. Canthidium puncticeps ingår i släktet Canthidium och familjen bladhorningar. Inga underarter finns listade.